# Yerson Gutiérrez
Yerson Gutiérrez Cuenca (Florida, Valle del Cauca, Colombia, 20 de enero de 1994) es un futbolista colombiano. Juega de delantero y su equipo actual es el Olancho F. C. de la Liga Nacional de Honduras.

## Trayectoria

### América de Cali
Inició su carrera en el América de Cali. El 6 de marzo de 2013 debutó en la derrota de 0 a 1 contra Deportivo Pasto en el Estadio Departamental Libertad. El 28 de abril de 2014 anotó su primer gol en el empate de 1 a 1 contra Depor Aguablanca como visitantes.

### Atlético F.C.
Tras el ascenso en 2016 no entró en los planes del DT Hernán Torres Oliveros para jugar en el máximo circuito, por lo que fue transferido al Atlético, también de Cali, para continuar disputando la Categoría Primera B. Debutó el 25 de febrero de 2017 en el triunfo como locales de 2 a 0 sobre Real Santander.

### Colón F.C.
En el segundo semestre de 2017 reforzó al Colón F.C. de la Serie B de Ecuador.

### Honduras Progreso
El 18 de julio de 2018 fue anunciado como refuerzo del Honduras Progreso de la Liga Nacional de Honduras. El 15 de agosto marca sus primeros dos goles con el club en la derrota 3-2 en casa del Real España. El 7 de octubre vuelve y marca doblete en la caída como locales 6-2 nuevamente contra Real España.

### Marathón
Tras su excelente primera temporada en el fútbol hondureño, recibió ofrecimientos por parte de Real España, Marathón y Municipal. Finalmente, el 28 de junio de 2019, se anunció que se convertiría en refuerzo del Marathón con miras al torneo Apertura y la Liga Concacaf.

## Clubes
| Club                       | País        | Año             |
| -------------------------- | ----------- | --------------- |
| América de Cali            | Colombia    | 2013 - 2014     |
| Atlético                   | Colombia    | 2017            |
| Colón                      | Ecuador     | 2017            |
| Honduras Progreso          | Honduras    | 2018 - 2019     |
| Marathón                   | Honduras    | 2019 - 2020     |
| Honduras Progreso (cedido) | Honduras    | 2020            |
| Platense (cedido)          | Honduras    | 2021            |
| Isidro Metapán             | El Salvador | 2022            |
| Olancho F. C.              | Honduras    | 2022 - Presente |

## Estadísticas
| Club                         | Div                 | Temporada           | Liga  | Liga  | Copa Nacional | Copa Nacional | Copa Internacional | Copa Internacional | Total | Total | Prom. · |
| Club                         | Div                 | Temporada           | Part. | Goles | Part.         | Goles         | Part.              | Goles              | Part. | Goles | Prom. · |
| ---------------------------- | ------------------- | ------------------- | ----- | ----- | ------------- | ------------- | ------------------ | ------------------ | ----- | ----- | ------- |
| América de Cali · Colombia   | 2.ª                 | 2013                | 0     | 0     | 4             | 0             | -                  | -                  | 4     | 0     | 0,13    |
| América de Cali · Colombia   | 2.ª                 | 2014                | 0     | 0     | 8             | 1             | -                  | -                  | 8     | 1     | 0,12    |
| América de Cali · Colombia   | Total               | Total               | 0     | 0     | 12            | 1             | 0                  | 0                  | 12    | 1     | 0,08    |
| Atlético FC · Colombia       | 2.ª                 | 2017                | 5     | 0     | 3             | 0             | -                  | -                  | 8     | 0     | 0,00    |
| Atlético FC · Colombia       | Total               | Total               | 5     | 0     | 3             | 0             | 0                  | 0                  | 8     | 0     | 0,0     |
| Colón FC · Ecuador           | 2.ª                 | 2017                | 8     | 0     | -             | -             | -                  | -                  | 8     | 0     | 0,00    |
| Colón FC · Ecuador           | Total               | Total               | 8     | 0     | 0             | 0             | 0                  | 0                  | 8     | 0     | 0,0     |
| Honduras Progreso Honduras   | 1.ª                 | 2018-19             | 33    | 15    | 0             | 0             | -                  | -                  | 33    | 15    | 0,45    |
| Honduras Progreso Honduras   | Total               | Total               | 33    | 15    | 0             | 0             | 0                  | 0                  | 33    | 15    | 0,45    |
| Marathón Honduras            | 1.ª                 | 2019-20             | 19    | 4     | 0             | 0             | 2                  | 0                  | 21    | 4     | 0,19    |
| Marathón Honduras            | Total               | Total               | 19    | 4     | 0             | 0             | 2                  | 0                  | 21    | 4     | 0,19    |
| Honduras Progreso Honduras   | 1.ª                 | 2020-21             | 12    | 3     | 0             | 0             | -                  | -                  | 12    | 3     | 0,25    |
| Honduras Progreso Honduras   | Total               | Total               | 12    | 3     | 0             | 0             | 0                  | 0                  | 12    | 3     | 0,25    |
| Platense Honduras            | 1.ª                 | 2020-21             | 13    | 7     | -             | -             | -                  | -                  | 13    | 7     | 0,54    |
| Platense Honduras            | 1.ª                 | 2021-22             | 10    | 3     | -             | -             | -                  | -                  | 10    | 3     | 0,30    |
| Platense Honduras            | Total               | Total               | 23    | 10    | 0             | 0             | 0                  | 0                  | 23    | 10    | 0,43    |
| Isidro Metapán · El Salvador | 1.ª                 | 2021-22             | 14    | 4     | 0             | 0             | -                  | -                  | 14    | 4     | 0,29    |
| Isidro Metapán · El Salvador | Total               | Total               | 14    | 4     | 0             | 0             | 0                  | 0                  | 14    | 4     | 0,29    |
| Olancho FC Honduras          | 1.ª                 | 2022-23             | 0     | 0     | 0             | 0             | -                  | -                  | 0     | 0     | 0       |
| Olancho FC Honduras          | Total               | Total               | 0     | 0     | 0             | 0             | 0                  | 0                  | 0     | 0     | 0       |
| Total en su carrera          | Total en su carrera | Total en su carrera | 114   | 36    | 15            | 1             | 2                  | 0                  | 131   | 37    | 0,28    |

## Palmarés

### Campeonatos nacionales
| Título    | Club            | País     | Año  |
| --------- | --------------- | -------- | ---- |
| Primera B | América de Cali | Colombia | 2016 |